# 胡蘭亭
胡蘭亭（又名胡齊勛，1865年—1936年4月19日）湖北省汉阳府汉川县人，聖公會牧師、中国民主革命家，曾任武昌聖公會鄂湘教區吏總、武昌日知會會長。

## 生平

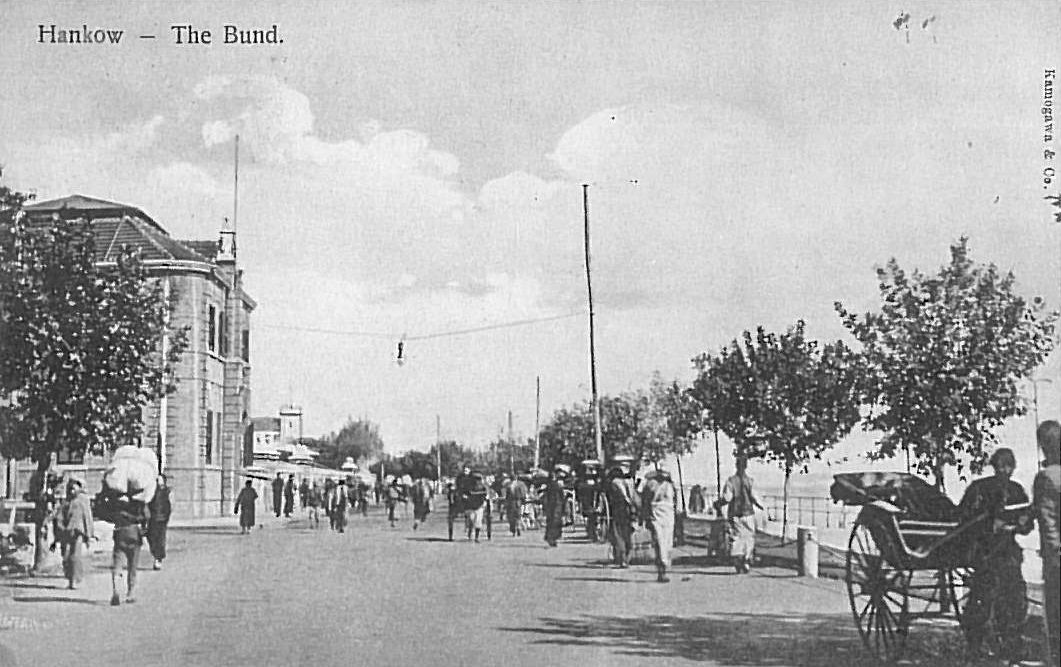
1909年的漢口沿江大道

1865年，胡蘭亭出生於湖北漢川，幼年父母雙亡，投靠大姐，大姐去世後，逼於漢口街頭行乞糊口，被基督新教倫敦會福音堂英籍傳教士楊格非收養，後來接受楊格非施洗。胡蘭亭在福音堂小學當雜役，受允許於教室旁聽，順利完成中學學業後，楊格非推薦胡蘭亭到武昌文華書院讀書。
1882年，胡蘭亭被保送上海聖約翰書院（上海圣约翰大学），攻讀神學。1886年畢業，被派至湖北宜昌傳道，1893年任職於武昌文華書院。1901年出任聖公會會長兼文華書院監學，1902年調任武昌聖若瑟堂牧師。
1902年，創辦日知會的黃吉亭牧師被調往湖南長沙，胡蘭亭接掌日知會，聘請教友劉靜庵為司理，劉靜庵為被清廷查封的革命組織科學補習所的成員，在胡、劉以及曹亞伯的改組與運作下，武昌日知會由宣傳新知識、新思想的讀書機構，發展為一個利用教會为掩護，向學生與軍人宣傳推翻滿清革命思想的組織，高峰時期會員近萬人。黃吉亭牧師於長沙設長沙日知會，亦轉型為革命組織。
同一時期，胡蘭亭與當時文華書院中學部教師余日章共同成立救世軍學生組織，一來佈導教義救世，二來宣傳革命。1904年10月，華興會起義消息走漏被搜查，黃興等人受黃吉亭藏匿，胡蘭亭前往長沙，協助黃吉亭將黃興送離長沙。
1906年，法國軍官歐幾羅（法語：Oxil）奉孫中山委派查訪各地革命組織，1906年6月到達武漢，在日知會舉行革命演說，驚動清政府。同年12月初，中国同盟會策動萍瀏醴起義，劉靜庵等日知會成員策劃起義但被舉報，劉等九人相繼被逮捕，日知會被查封，時稱「丙午日知會謀反案」，當時胡蘭亭正在日本先后入弘文學院、帝國大學留學，亦被列入清政府拘捕名單中。
1909年，清廷解除拘捕令，胡蘭亭回國任武昌聖馬可堂牧師，常以傳教為由探視劉靜庵。在此時期，胡撰寫出版了《獄中信徒》一書，又公開拍摄了獄中虐待革命志士的照片。1911年，胡蘭亭調任漢口聖道書院監學、院長。同年6月，劉靜庵病死獄中，胡蘭亭為劉辦理喪葬，贍養劉母，並將劉之言行整理成《劉靜庵》一書發行。
1911年10月，武昌起义成功後，胡蘭亭以「致力於社會慈善事業及佈道，老而不衰」為志，婉絕出任官職，獲孫中山授贈「博愛」橫匾。1914年，胡蘭亭升任聖公會鄂湘教區吏總。1936年4月19日，胡蘭亭因腦溢血病逝。

## 著作
- 胡蘭亭，獄中信徒，胡蘭亭個人印行，1907年
- 胡蘭亭，劉靜庵，漢口聖保羅堂印行，1911年[4]